# Голубі озера (Камчатський край)
Голубі озера (рос. Голубые озёра) — система озер на Камчатці. Озера розташовані в безпосередній близькості один від одного на висоті близько 600 метрів над рівнем моря, за 21 кілометр від  центру міста Єлізово. Озера мають статус природного парку обласного значення.

## Загальні дані
Система озер являє собою три озера, розташовані на різній висоті, що заповнюють природні впадини в давній морені, що з'єднані міжж собою невеликим струмком. Витікаючи з останнього озера, струмок дає початок річці Половинка, що протікає в нижній течії через місто Єлізово.
Свою назву озера отримали внаслідок факту, що в період швидкого танення снігу в червні, частина льоду, що покриває водні дзеркала, виявляється затопленою. Внаслідок цього лід в віддзеркаленому світлі має яскраво-голубий колір. Подібне явище характерне для більшості гірських озер півострова і дало назву ще одній групі озер — Бірюзові озера.
Озера розташовані в оточенні високих та живописних сопок, на схилах яких розташовуються сніжники. Таким чином, вода в озерах має снігове походження, вирізняється незвичайною чистотою та прозорістю.

## Флора
Флора по берегах озер представлена кедровим та вільховим стланиками. Трав'янисті рослини, що растуть в даному місці — характерні представники гірської тундри та альпійських лугів Камчатки — рододендрони, іриси, ломикамені, різноманітні види осок, вздовж струмків росте багато жовтевцевих. Протягом теплої пори року долина озер буває прикрашена великою кількістю різноманітних квітів, що змінюють один одного по мірі відцвітання, аж до осені. Осіннє забарвлення цих місць дуже яскраве завдяки червоніючим листкам буяхи и арктоуса альпійського.

## Фауна
В зв'язку з тим, що температура води в озерах навіть у літню пору року близька до нуля, риба в озерах не мешкає. По берегах озер живуть Spermophilus parryii, що риють нори серед численного каміння. На території парку можлива поява ведмедів.

## Туризм
Голубі озера через свою відносну доступність є улюбленим об'єктом відвідування туристів. Маршрут пролягає по живописних місцях, по облаштованій екологічній стежці, починаючи від горськолижної бази «Гора Морозна», і складає за протяжністю 15 км. Подолати весь маршрут можливо протягом одного дня.

## Цікаві факти
В народі озера отримали імена Віра, Надія, Любов — відповідно для нижнього, середнього та верхнього озера.